# Lundsjön, Södermanland
Lundsjön är en sjö i Katrineholms kommun i Södermanland och ingår i Nyköpingsåns huvudavrinningsområde. Sjön har en area på 0,424 kvadratkilometer och ligger 30,3 meter över havet. Sjön avvattnas av vattendraget Ramstaån (Flodaån).

## Delavrinningsområde
Lundsjön ingår i det delavrinningsområde (655137-152687) som SMHI kallar för Utloppet av Lundsjön. Medelhöjden är 64 meter över havet och ytan är 32,99 kvadratkilometer. Det finns ett avrinningsområde uppströms, och räknas det in blir den ackumulerade arean 36,79 kvadratkilometer. Ramstaån (Flodaån) som avvattnar avrinningsområdet har biflödesordning 4, vilket innebär att vattnet flödar genom totalt 4 vattendrag innan det når havet efter 78 kilometer. Avrinningsområdet består mestadels av skog (62 procent), öppen mark (12 procent) och jordbruk (19 procent). Avrinningsområdet har 0,37 kvadratkilometer vattenytor vilket ger det en sjöprocent på 1,1 procent. Bebyggelsen i området täcker en yta av 0,63 kvadratkilometer eller 2 procent av avrinningsområdet.